# Simulink
Simulink est un logiciel de modélisation système multi-physique édité par l'entreprise américaine The MathWorks.

## Utilisation
Simulink est une plate-forme de simulation multi-domaine et de modélisation de systèmes
dynamiques. Il fournit un environnement graphique et un ensemble de bibliothèques contenant des blocs de modélisation qui permettent le design précis, la simulation, l’implémentation et le contrôle de systèmes de communications et de traitement du signal.
Simulink est intégré à MATLAB, fournissant ainsi un accès immédiat aux nombreux outils de développement algorithmique, de visualisation et d’analyse de données de MATLAB.

### Design avec simulation
L’environnement Simulink peut modéliser un système, simuler son comportement,
décomposer le design avant son implémentation. Avec Simulink, il est possible de créer des diagrammes hiérarchiques de blocs pour la modélisation haut niveau d’un système, comme des Blocs Diagrammes de Fiabilité, de construire des simulations complètes, d’intégrer des composants comme un signal analogique, des communications numériques ou des logiques de contrôle.
La simulation permet de s'assurer que le système correspond aux spécifications. La simulation est paramétrée de manière à optimiser les performances.
Simulink peut modéliser des données simples ou multicanaux, des composants linéaires ou non. Simulink peut simuler des composants numériques, analogiques ou mixtes. Il peut modéliser des sources de signaux et les visualiser.

### Lancement de Simulink
Simulink se lance sous MATLAB par la commande simulink.
Il faut ensuite créer un nouveau modèle, implémenter des composants et les simuler. Simulink permet de visualiser les signaux créés.

## Alternatives
- Xcos est un logiciel inclus dans Scilab sous licence libre CeCILL. Xcos est un éditeur graphique pour construire des modèles de systèmes dynamiques hybrides.
- GNU Radio dans le domaine de la radio logicielle.

## Industrie
Ce logiciel est très utilisé dans l'industrie automobile.